# Tiliacora laurentii
Tiliacora laurentii är en tvåhjärtbladig växtart som beskrevs av De Wild.. Tiliacora laurentii ingår i släktet Tiliacora och familjen Menispermaceae. Utöver nominatformen finns också underarten T. l. bequaertii.